# Tiro em primeira pessoa

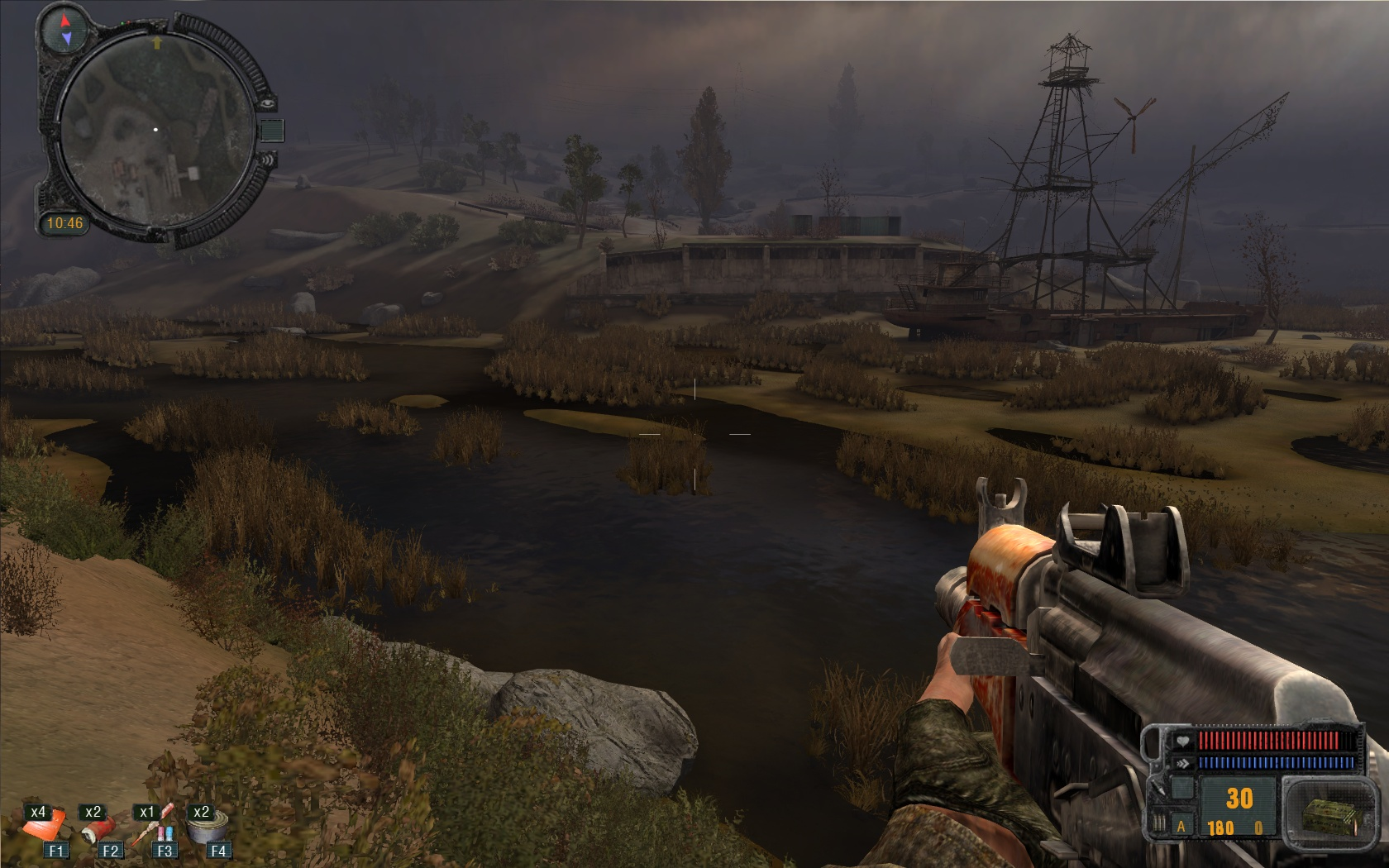
Uma captura de tela de S.T.A.L.K.E.R.: Call of Pripyat mostrando a perspectiva em primeira pessoa.

Tiro em primeira pessoa (em inglês:  first-person shooter, FPS), é um gênero de jogos eletrônicos centrado no combate com armas de fogo vistos de uma perspectiva de primeira pessoa, com o jogador vivenciando a ação diretamente pelos olhos do personagem principal. É um subgênero de jogos de tiro e se enquadra na categoria de jogos de ação. Os jogos multijogador são parte integrante da experiência e se tornaram ainda mais proeminentes com a difusão da conectividade à Internet nos últimos anos.
Inicialmente jogos como simuladores de voo também eram considerados "tiro em primeira pessoa", mas nos anos 90 a nomenclatura passou a designar jogos em que se controla um personagem livremente pelo cenário, carregando armas e lançadores de projéteis. Nesse sentido, Wolfenstein 3D (1992)  da ID Software foi considerado um dos primeiros FPS para computador.
O gênero também foi conhecido inicialmente por "estilo Doom" ou "tipo Doom", devido a popularidade do jogo Doom (1993) (também da ID Software). O primeiro jogo FPS brasileiro foi o jogo Incidente em Varginha, lançado em 1998.

## História

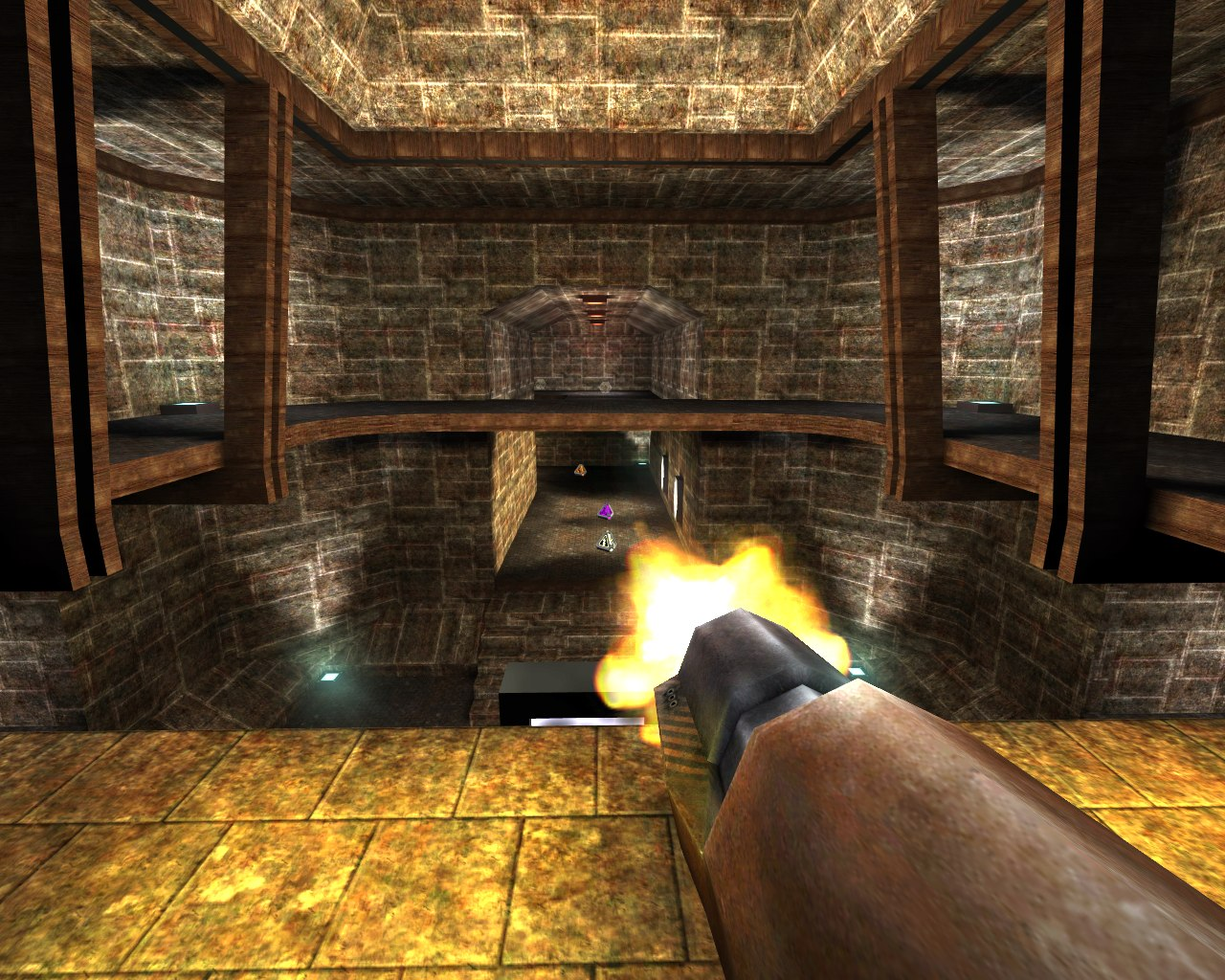
Open Arena, exemplo de jogo de tiro em primeira pessoa.

Inicialmente, havia jogos que simulavam uma perspectiva em "primeira pessoa", mas os personagens não podiam se locomover autonomamente pelo cenário. Um dos primeiros onde o jogador podia se locomover foi Battlezone (1980), um simulador de tanque da Atari, bastante popular.
O gênero só começou a se definir no fim dos anos 1980, enquanto os gráficos 3D se aperfeiçoavam. Em 1991, os futuros fundadores da id Software lançaram Hovertank 3D, um jogo de tanque com um complexo labirinto 3D. Após isso lançaram Catacomb 3D, com várias melhorias nos gráficos e na jogabilidade.
Em 1992, a tecnologia fora aperfeiçoada com suporte para gráficos VGA em Wolfenstein 3D, lançado pela id Software, também trouxe a possibilidade de mudar de arma, coletar munições, entre outras novidades. Wolfenstein 3D tornou-se um sucesso e é considerado o primeiro FPS de fato.
Em 1993 a id Software lançou Doom. Com aperfeiçoamentos gráficos (texturas no teto e chão, paredes de tamanhos diferentes, níveis de altura diferenciados) e modos multiplayer, tornou-se o título seminal do gênero, virando sinônimo de jogo FPS.
Em 1996, mais uma vez a id inovou o gênero, com Quake, o primeiro FPS com gráficos totalmente tridimensionais, pois os títulos anteriores mostravam os inimigos e armas como figuras bidimensionais. O seu motor de jogo foi vendido a várias empresas, dando origem a muitos títulos, como Half-Life e Counter-Strike. No mesmo ano foi lançado Duke Nukem 3D, da 3D Realms, que também possuía os avanços gráficos de Quake (ambientes destrutíveis, alturas variáveis para cômodos, salas-sobre-salas) e fez sucesso com seu caricato protagonista machão e sarcástico.
Haviam poucos títulos para consoles, principalmente pelo motivo dos controles com joystick não serem tão precisos como o teclado e mouse, Os jogos em videogames só se popularizaram com GoldenEye 007 (1997) para o Nintendo 64, que incorporava inteligência artificial avançada, missões e cenários fiéis ao filme lançado em 1995, GoldenEye, um modo multiplayer em tela dividida com muita variedade (até quatro jogadores simultâneos) e um joypad com função analógica 3D e direcional digital, atuando sinergicamente, dando mais controle para o jogo no console. 
Os jogos de tiro nos consoles também se popularizaram na década de 2000 com a série da Microsoft, Halo, com o primeiro jogo da série sendo o principal título no lançamento do Xbox, a sequência Halo 2 (2004)  sendo o título mais vendido do console e ajudando a popularizar o serviço online Xbox Live, e Halo 3 (2007) sendo o título mais vendido do console seguinte, o Xbox 360.
Um dos cenários mais populares para jogos de tiro em primeira pessoa é o período da Segunda Guerra Mundial, tendo Wolfenstein 3D e Medal of Honor como os pioneiros. Sequências de Medal of Honor, bem como Battlefield 1942 (2002) e as séries Call of Duty e Brothers in Arms popularizaram os jogos de tiro com essa temática histórica.

## Na atualidade
Um dos FPS que ganhou maior fama a nível de jogadores foi Counter-Strike. Este título começou como sendo apenas uma modificação de outro jogo (Half-Life) da Valve, tornou-se rapidamente um dos FPS's mais conhecidos de sempre, havendo ainda hoje eventos de competições das versões mais antigas.
Atualmente, jogos de tiro em primeira pessoa se tornaram um gênero produtivo e lucrativo para produtores e empresas. A subsérie contemporânea de Call of Duty, Modern Warfare, quebrou recordes de faturamento.